# Rennell
A ilha Rennel, de nome nativo Mugaba, é a ilha mais austral do arquipélago das Ilhas Salomão, na província de Rennell e Bellona, localizada aproximadamente a 180 km a sul de Guadalcanal a 11°39'-11°43' S, 160°18'-160°20' E. A parte sueste da ilha de Rennell, conhecida como Rennell Oriental é um antigo atol que, devido a movimentos tectónicos se tornou emerso e foi inscrita pela UNESCO, em 1998, na lista dos locais que são Património da Humanidade.
As Ilhas Salomão são um grupo de ilhas vulcânicas formadas sobre uma crista oceânica em expansão entre o Cretáceo Superior e o Eoceno inferior. Nessa época, surgiu uma zona de convergência entre duas placas tectónicas (a Placa Australiana e a Placa do Pacífico) a sul da principal cadeia das Ilhas Salomão. Perto do final do Pleistoceno, os movimentos das placas levantaram o fundo do oceano o suficiente para permitir o desenvolvimento de recifes de coral na área onde actualmente se encontram as ilhas Bellona e Rennell e os "Recifes Indispensáveis" ("Indispensable Reefs"). Estas ilhas são, portanto, geologicamente mais jovens que as restantes ilhas do arquipélago e têm sofrido forças de emergência alternadas. Ambas se encontram suficientemente afastadas da zona de colisão entre as placas e possuem um baixo grau de actividade sísmica.
Estes movimentos criaram a área de Rennell Oriental, que é um antigo atol emerso que contem um lago, o Lago Tegano, com uma área de 15,5 mil hectares, que era a laguna original.
Entre os anos 2000 e 1600 antes da nossa era, apareceram nestas ilhas pessoas da Cultura Lapita que, ao longo de um milénio, através de viagens de canoa, distribuíram a sua cerâmica bem distinta por todo o Oceano Pacífico, desde o arquipélago de Bismarck na parte oriental da Papua-Nova Guiné até à Samoa. A ilha Bellona foi ocupada durante algum tempo pelos Lapita cerca do ano 1000 aC. A ocupação seguinte ocorreu por volta de 130 a.C., e outra cerca do ano 1000 da nossa era. Os habitantes actuais acreditam que os seus antepassados chegaram a Bellona há 26 gerações, por volta do ano 1400, provenientes de Uvea ou Wallis no grupo Wallis e Futuna.
Pensa-se que as duas ilhas foram "oficialmente descobertas" em 1793 pelo Capitão Boid, no navio mercante Bellona. Durante o século XIX, vários comerciantes, pescadores de baleias e recrutadores para as plantações de cana-de-açúcar de Queensland, na Austrália, vieram a estas ilhas mas, por falta dum ancoradouro seguro, do isolamento e infertilidade das ilhas, nunca se estabeleceram aqui europeus permanentemente.

## Rennell Oriental
Rennell Oriental (East Rennell) é um antigo atol que, devido a movimentos tectónicos se tornou emerso e contém um lago, o lago Tegano (Te Nggano), com uma área de 15,5 mil hectares. Localizada numa região tropical do Oceano Pacífico, a ilha de Rennell está coberta de floresta densa em que as copas das árvores têm uma média de 20 m de altura. A região possui muitas espécies endémicas, encontra-se sob a influência de fortes pressões climáticas, formando um “laboratório” natural e os seus recursos são propriedade da comunidade, que adotou formas tradicionais de gestão. Encontra-se classificado pela UNESCO na sua lista de Património Mundial.